# Cajón
 For alternative betydninger, se Cajón (flertydig). (Se også artikler, som begynder med Cajón) "Cajon" omdirigeres hertil. For andre betydninger af Cajon, se Cajon (flertydig).
Cajón er en trækasse af peruviansk oprindelse, som bruges ved udøvelse af flamencomusik. Cajón betyder på spansk kasse eller skuffe. Instrumentet er rent faktisk en trækasse man sidder på, og alt efter cajónens funktion og til hvilken flamencostilart den bruges til, så kan cajónen have forskellige størrelser og formater. I de nyere cajóner er der påsat guitarstrenge på indersiden af kassen, og effekten her er en mere skrattende og rå lyd, når man slår på cajónen med sine bare hænder. Alt efter hvor du slår på kassen, vil den give en mørkere/dybere lyd. Hvis du derimod slår på kanten, så kommer den mere skrattende lyd frem.